# Viaggio a Tokyo
Viaggio a Tokyo (東京物語?, Tōkyō monogatari, lett. "Una storia di Tokyo") è un film del 1953 diretto da Yasujirō Ozu, considerato da molti come il capolavoro del regista.
È il terzo film della cosiddetta "Trilogia di Noriko", preceduto da Tarda primavera del 1949 e da Il tempo del raccolto del grano del 1951. In questa trilogia, legata da temi comuni come le relazioni familiari e le pressioni sociali, Setsuko Hara interpreta ogni volta un personaggio diverso, ma si tratta sempre di una giovane donna non sposata di nome Noriko che vive nel Giappone del dopoguerra.
Viaggio a Tokyo viene spesso indicato come uno dei più grandi film mai girati. Nel 2012 venne votato "miglior film di sempre" in un sondaggio tra registi cinematografici indetto dalla rivista Sight & Sound.

## Trama
Shūkichi e Tomi Hirayama, alla soglia dei settant'anni, decidono di andare a trovare i figli a Tōkyō. Lasciano dunque la loro città, Onomichi, nei pressi di Hiroshima, e si apprestano ad affrontare un lungo viaggio in treno alla volta della capitale.

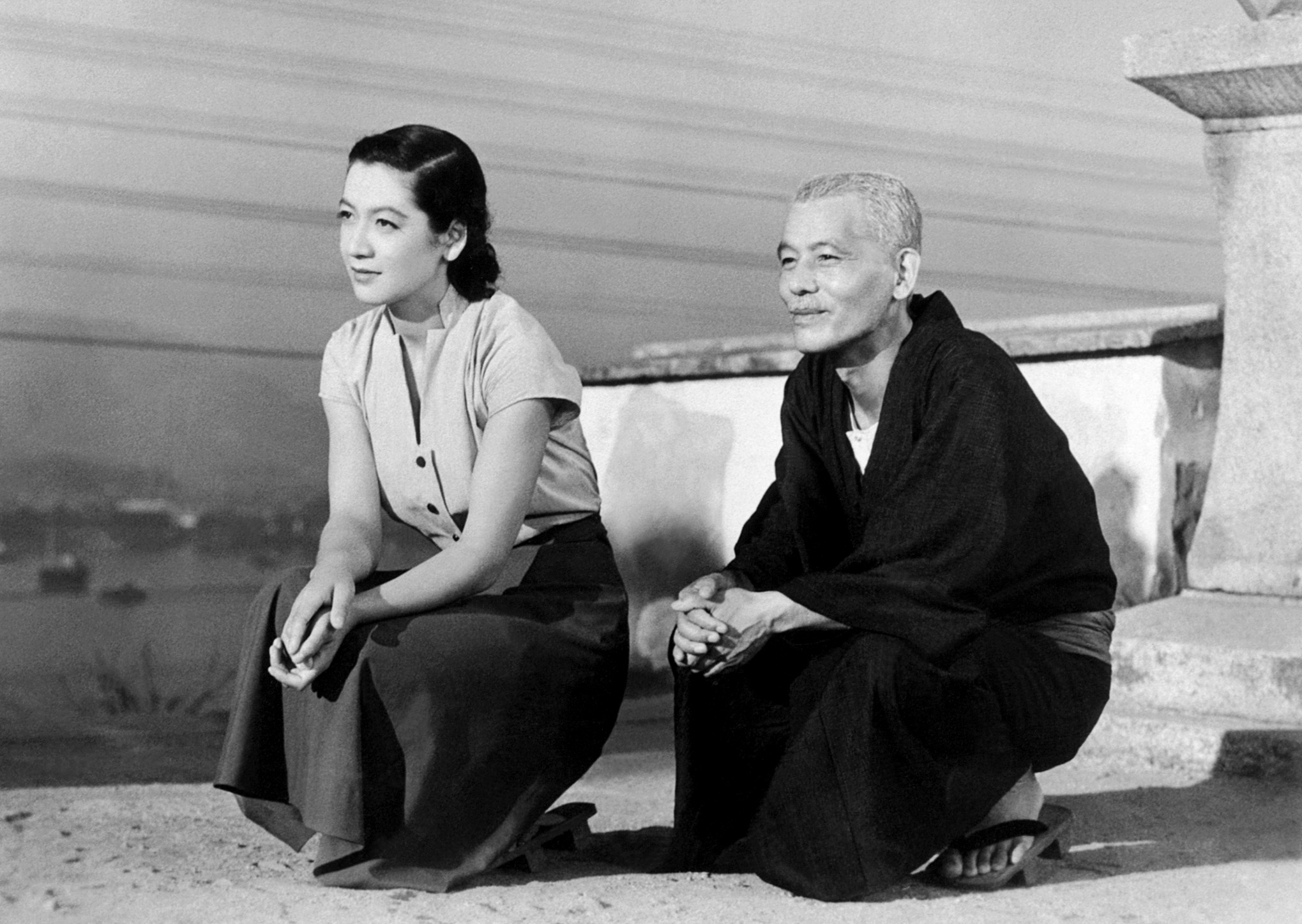
Setsuko Hara e Chishu Ryu in una scena del film

Arrivati a Tōkyō, trovano ospitalità prima nella casa del primogenito Kōichi, pediatra, e poi in quella della primogenita Shige, parrucchiera. Si rendono però conto che i figli, alle prese con il lavoro e la famiglia, non hanno tempo per loro. L'unica che ha davvero a cuore i due anziani coniugi, anche se non legata a loro da alcun legame di sangue, è Noriko, vedova del secondogenito Shōji, morto in guerra. Nonostante siano trascorsi ormai 8 anni dal tragico avvenimento, Noriko ha scelto di rimanere legata al defunto marito e di non risposarsi.
Shūkichi e Tomi, un po' delusi dalla freddezza dei figli ma rincuorati nel vederli attivi ed in salute, decidono di tornare a casa. Durante il viaggio in treno, però, Tomi inizia ad avvertire i primi sintomi  di una misteriosa malattia, che la porterà quasi in fin di vita all'arrivo a Onomichi. Tutti i figli della coppia, allora, compresi Keizō, il terzogenito, e l'immancabile Noriko, si recheranno al capezzale dei genitori richiamati da un funereo telegramma dell'ultimogenita Kyōko, che vive ancora a Onomichi, soltanto per assistere impotenti alla morte della madre.
Dopo il funerale, Noriko sarà l'unica a fermarsi ancora per qualche giorno a Onomichi, mentre tutti gli altri torneranno ai propri impegni quotidiani. Il vecchio Shūkichi la ringrazierà di cuore, anche da parte della defunta Tomi, per tutta la gentilezza dimostrata nei loro confronti, ben superiore a quella dei loro stessi figli, e la esorterà a crearsi una nuova vita.

## Commento
(Shūkichi)
Il capolavoro di Ozu racconta il disfacimento della famiglia e il crollo delle tradizioni in nome di una modernità maggiormente capitalistica, di un'occidentalizzazione senza sosta. Tokyo rappresenta (e oggi più d'allora) il centro sfrenato della modernità giapponese, il polo da dove tutto parte e dal quale tutto pare sempre più lontano, così come la cittadina d'origine della famiglia stessa, Onomichi, simbolo di tradizione e valori.
È il momento in cui Kyoko (la figlia più piccola), dialogando con Noriko, apprende che seppur si tenga ai propri genitori, crescendo in un mondo cinico, all'infuori della propria piccola casa, si intraprenderà la propria strada finendo per abbandonarli e sentirsi inevitabilmente soli.
Ozu e lo sceneggiatore Kōgo Noda scrissero il copione in 103 giorni prendendo vagamente spunto dal film statunitense Cupo tramonto del 1937, diretto da Leo McCarey. Inizialmente Noda aveva suggerito l'idea di adattare semplicemente il film, che Ozu non aveva ancora visto. Per la realizzazione del film, Ozu ricorse al suo collaudato gruppo di lavoro, coinvolgendo attori e tecnici che lavoravano con lui da anni. Uscito in Giappone nel 1953, non ebbe immediati riscontri a livello internazionale, venendo considerato "troppo giapponese" per l'esportazione. Fu proiettato a Londra nel 1957 e l'anno successivo vinse la prima edizione del Sutherland Trophy, e ricevette lodi da parte della critica statunitense a seguito di una proiezione avvenuta a New York nel 1972.

## Produzione
Chishu Ryu, attore feticcio di Ozu, interpreta un uomo alla soglia dei 70 anni sebbene all'epoca ne avesse solo 49.
Una copia originale della sceneggiatura del film con appunti del regista e una locandina dell'epoca sono conservati al National Film Center di Tokyo.
Shūkichi e Tomi parlano il dialetto di Hiroshima (広島弁?, hiroshima-ben).
La canzone che accompagna le ultime scene è La campana della sera (夕べの鐘?, yūbe no kane) ed è basata su Massa's in de Cold, Cold Ground di Stephen Foster.